# Rua Ferreira Lapa
A Rua Ferreira Lapa é uma rua localizada nas freguesias de Arroios e Santo António, em Lisboa.
Esta rua está incluída no "Inventário Municipal de Património" editado pela Câmara Municipal de Lisboa. Nomeada em honra a João Ignácio Ferreira Lapa.